# Người Ngulgule
Người Ngulgule là một dân tộc của Nam Sudan sống ở phía bắc nơi hợp lưu của hai con sông Sopo và Boro. Họ nói tiếng Njalgulgule, một ngôn ngữ Nin-Sahara. Hầu hết họ là người Hồi giáo. Dân số của dân tộc này là 900 người.